# Supercoppa polacca 2017 (pallavolo maschile)
La Supercoppa polacca 2017 si è svolta il 23 settembre 2017: al torneo hanno partecipato due squadre di club polacche e la vittoria finale è andata per la terza volta allo Skra Bełchatów.

## Regolamento
Le squadre hanno disputato una gara unica.

## Squadre partecipanti
| Squadra        | Qualificazione                                                    | Ultima partecipazione   |
| -------------- | ----------------------------------------------------------------- | ----------------------- |
| Skra Bełchatów | Finalista Coppa di Polonia 2016-17                                | Supercoppa polacca 2014 |
| ZAKSA          | Vincitrice Polska Liga Siatkówki 2016-17/Coppa di Polonia 2016-17 | Supercoppa polacca 2014 |

## Torneo
| 23 settembre 2017 Hala Energia, Bełchatów Durata: 2h:13 - Spettatori: ? | Skra Bełchatów | 3 - 1 | ZAKSA | 16-25, 25-17, 35-33, 25-21 |